# Milnesium vorax
Espèce
Milnesium vorax est une espèce de tardigrades de la famille des Milnesiidae. 

## Distribution
Cette espèce est endémique de Sicile en Italie.

## Publication originale
- Pilato, Sabella & Lisi, 2016 : Two new species of Milnesium (Tardigrada: Milnesiidae). Zootaxa, no 4132 (4), p. 575-587.